# IX計画
IX計画とは東京大学生産技術研究所SR班（現宇宙航空研究開発機構宇宙科学研究所(ISAS/JAXA)）による安価な高性能単段式観測ロケットの開発計画である。"IX"は"inexpensive"を意味する。

## 概要
1961年にIX研究会が発足し多段式で高価なカッパロケットを置き換える目的で開発が進められた。単段式とすることでロケット本体の価格やオペレーションコストの低減が図られている。
内之浦宇宙空間観測所から打ち上げられるが、極地で大気観測を行う際には国立極地研究所昭和基地やアンドーヤロケット発射場から打ち上げられる。

## 技術的特徴
単段式で高性能なロケットをつくるためには、発射時には大きな推力を発生し、ある速度に達した後は適度な推力を持続、空気密度が減少するにつれ推力が大きくなるというような推力パターンを持つことが望ましい。しかし、開発開始当初の技術では、小型の単段式固体ロケットに20秒から30秒という長い燃焼時間を持たせたり、大きな推力変化を持たせることは困難であった。
当初は端面燃焼型グレインのモータとし、経済性を重視して塩化ビニール系固体推進剤で高燃速化を図ったが、安定した性能の推進剤が得られなかった。そのため、1963年には内面燃焼型グレインのモータとし、カッパロケットで実用化されたばかりのポリウレタン系固体推進剤を採用し、低燃速化を図る方針へと変更され、燃焼時間の長秒時化に成功した。
推力パターンの最適化については前部と後部で異なるグレイン形状を用いる2段推力型グレインを採用することで対応している。

## 型式

### RT-110
IX計画で開発された最初のロケットであり、PT-135ロケットの予備試験機。L-2ロケット1号機飛翔時に用いる予定の自動追跡レーダの動作試験を行うため1963年8月19日11:12に1機が飛翔したが、燃焼終了直前に空力加熱によってノーズコーンが破損し、到達高度は9.5kmにとどまった。RTは"Radar Test"の略。

### MT-135
世界気象機構(WMO)の勧告を受けて気象庁と共同開発した気象観測用ロケット。1963年に開発に着手し、1964年から運用に入った。気象庁気象ロケット観測所で毎週水曜日の定期気象観測に用いられた他、M-4Sロケットの小型予備試験機としての運用や国立極地研究所昭和基地での中層大気観測にも供されるなど、2001年の運用終了までに1,000機以上が打ち上げられた。

### S-160
MT-135ロケットを大型化した標準型観測ロケットとして開発された。1964年から運用を開始し1972年まで用いられた。

### PT-200
チタン合金製チャンバなどの新機軸を取り入れた観測ロケット。1965年に2機が飛翔した。

### S-210
極地におけるオーロラなどの電離層観測を目的として高度100km程度に達する性能をもつ観測ロケットとして開発された。1966年から1984年まで運用された。

### S-300
南極観測用としてS-210と同時期に開発された観測ロケット。1966年にプロトタイプが初飛翔し、1969年に標準型が3機が飛翔したが、うち2機が燃焼中に異常が発生し、計画を根本的に見直す必要が出たため、運用を終了した。

### S-310
S-300の失敗を踏まえて開発された観測ロケット。1975年から運用が開始され、南極観測用に用いられた他、現在も標準型観測ロケットとして運用されている。

### S-520
K-9MやK-10を置き換える目的で開発された観測ロケット。1980年から運用が開始され、現在も標準型観測ロケットとして運用されている。

### MT-110
MT-135の同性能での小型化を目的として南極観測用に開発された観測ロケット。1984年に行った初の飛翔試験において計画より著しく低い性能を示したことから、MT-135JAによって置き換えられることとなった。